# Álvaro Valencia Tovar
Álvaro Valencia Tovar (Bogotá, 4 de marzo de 1921-Bogotá, 6 de julio de 2014) fue un oficial del ejército, cronista del conflicto armado, escritor, historiador, diplomático y político independiente colombiano.
Ascendió al grado de capitán en junio de 1950 a los 29 años; mayor en julio de 1955; teniente coronel en agosto de 1959; coronel el 1 de diciembre de 1963; brigadier general en junio de 1968; mayor general en diciembre de 1971; y general de tres soles en diciembre de 1974.
Estuvo al frente, con el grado de capitán, del Batallón Colombia que participó en la guerra de Corea entre junio de 1950 y julio de 1953. Fue oficial del Estado Mayor de la Fuerza de Emergencia de las Naciones Unidas (ONU), en 1956 en Egipto. Participó en 1964, en la Operación Soberanía en Marquetalia, donde nacerían las FARC-EP. 
Siendo coronel y comandante de la Quinta Brigada de Bucaramanga, el 15 de febrero de 1966 comandó la operación militar en la que fue asesinado el sacerdote Camilo Torres Restrepo en Patio Cemento (Santander). jefe de la guerrilla del Ejército de Liberación Nacional (ELN). Valencia fue comandante del Ejército de Colombia entre 1974 y 1975, y luego de su retiro del servicio fue candidato a la presidencia de Colombia.

## Biografía
Álvaro Valencia Tovar nació en Bogotá, el viernes 4 de marzo de 1921, en el seno de una familia acomodada de la ciudad. Ingresó en 1936 al Ejército Nacional de Colombia con 15 años, y se graduó en 1942 del grado de subteniente, a los 21 años. 
En 1976 publicó El final de Camilo, confesando su amistad y aprecio por Camilo Torres, y detalles de su muerte. El Ejército Nacional por razones de orden público y para evitar que se convirtiera en un sitio de peregrinaje, ocultó el cadáver en una fosa común y el lugar no fue revelado al público, en 2002 entregó sus restos a su hermano  Fernando Torres Restrepo, después de la muerte de éste en 2007 se desconoce el paradero de estos restos. También fue jefe de la Delegación de Colombia ante la Junta Interamericana de Defensa en Washington. 
El 8 de octubre de 1971 fue herido en un atentado perpetrado por guerrilleros del ELN al frente del Ministerio de Defensa en Bogotá. En 1973 participó en la Operación Anorí, que casi extermina al ELN y que condujo a la caída de sus jefes, los hermanos Vásquez Castaño. Fue designado como comandante en jefe del Ejército Nacional de Colombia en  mayo de 1974 y destituido el 8 de agosto de 1975, luego de una gira de visitas a las principales unidades militares del país, por presuntamente dirigir un complot golpista contra el entonces presidente Alfonso López Michelsen. La razón fue un decreto que extendió la permanencia en la comandancia del general Abraham Varón Valencia recién nombrado ministro de Defensa y que causó la protesta del alto mando militar ya que no se les consultó. 
El 30 de abril de 1975, cuando el presidente y el ministro Varón Valencia expidieron un decreto que nombraba al general Gabriel Puyana García en la Inspección General de las Fuerzas Militares de Colombia, el general Valencia protestó el decreto y, tras la protesta, fue destituido el 28 de mayo de 1975, seguido del general José Joaquín Matallana y otros militares de alto rango.
En el retiro participó como militar o asesor para el gobierno colombiano en el conflicto armado colombiano, entre el gobierno y las guerrillas del Movimiento 19 de abril (M-19) en 1990, el Ejército de Liberación Nacional (ELN) y las Fuerzas Armadas Revolucionarias de Colombia- Ejército del Pueblo (FARC-EP) en este grupo era de lectura obligatoria el El ser guerrero del libertador, una biografía de Simón Bolívar. También sirvió a otros gobiernos y dio cátedras de contrainsurgencia para los ejércitos de países latinoamericanos.
Se presentó como candidato a las elecciones presidenciales de 1978 por el derechista Movimiento de Renovación Nacional. Ocupó el cuarto lugar, con menos de 66000 votos (1,3%). Fue miembro de la Academia Colombiana de Historia y un destacado historiador militar, catedrático en varias universidades, fue profesor de historia del Colegio de Estudios Superiores de Administración,  y fue honoris causa en derecho de la Universidad Militar Nueva Granada. Fue columnista del periódico El Tiempo y de otros medios de comunicación.

### Muerte
Álvaro Valencia Tovar murió en el Hospital Militar Central de Bogotá, el 6 de julio de 2014, a los 93 años de muerte natural.

## Familia

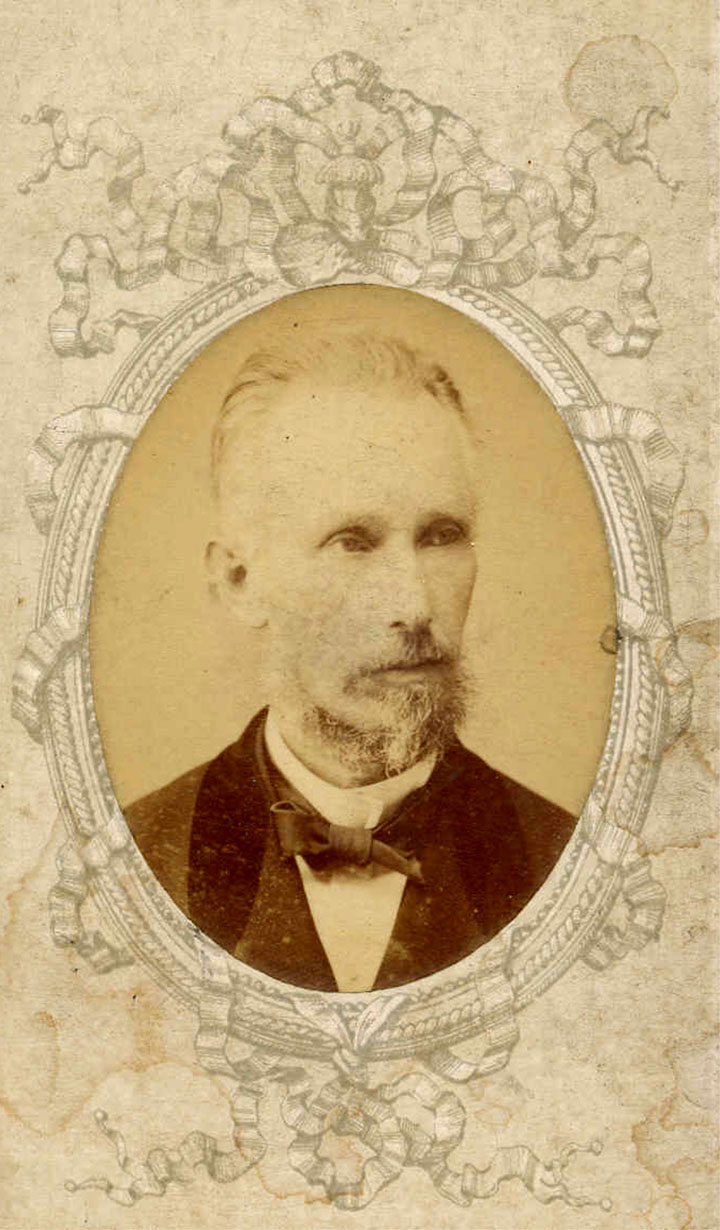
Su bisabuelo, Miguel Samper Agudelo.

Álvaro era miembro de la aristocracia colombiano, siendo hijo de Ricardo Valencia Samper y de Inés Tovar Borda, siendo el mayor de cuatro hijos: sus hermanos eran Carlos, Inés y Pablo Valencia Tovar.
Su padre era sobrino de los hermanos Samper Brush (entre ellos el exministro Joaquín), y a su vez nieto del político Miguel Samper Agudelo, y sobrino nieto del humanista José María Samper y de su esposa Soledad Acosta. Por esa línea, Álvaro era sobrino nieto del escritor Daniel Samper Ortega, abuelo de los hermanos Ernesto (expresidente de Colombia) y Daniel Samper Pizano, quienes son sus primos segundos. Samper Ortega era descendiente del expresidente Antonio Nariño.
Por otra parte, su padre era sobrino nieto quinto del banquero Pedro Agustín de Valencia, de quien también descienden el poeta Guillermo Valencia Castillo, su hijo, el expresidente Guillermo León Valencia, y su bisnieta, la congresista Paloma Valencia Laserna; y por otra parte estaba emparentado con María Hurtado Cajiao, la madre de Álvaro Gómez Hurtado y esposa del expresidente Laureano Gómez Castro.
Su madre era sobrina tataranieta de las hermanas Ibáñez: Bernardina fue la abuela del diplomático Carlos Michelsen Uribe, de quien era nieto el expresidente Alfonso López Michelsen, hijo a su vez del expresidente Alfonso López Pumarejo; y Nicolasa madre del poeta José Eusebio Caro, y abuela del expresidente Miguel Antonio Caro, cuñado a su vez del expresidente Carlos Holguín Mallarino. La tía abuela de su madre, era hermana del expresidente Domingo Caycedo.

## Obras
- Oración a la infantería por Álvaro Valencia Tovar.
- Uisheda: violencia en el llano. (1969) Editorial Planeta, ISBN 958-614-381-3.
- El final de Camilo. (1976). Bogotá. Ediciones Tercer Mundo.[21]
- El ser guerrero del libertador. (1980).ISBN 1538077833
- Engancha tu carreta a una estrella. Erika (1984).[22]
- Testimonio De Una época. (1992). Editorial Planeta, ISBN 958-614-369-4.
- Con José Manuel Villalobos Barradas. Historia De Las Fuerzas Militares De Colombia.(1993). Editorial Planeta, ISBN 958-614-355-4.
- Conflicto Amazónico: 1932-1934. (1994). Villegas Editores, ISBN 958-9138-93-4.
- Inseguridad Y Violencia En Colombia. (1997). Universidad Sergio Arboleda, ISBN 958-9442-27-7. Editorial Planeta, ISBN 958-614-356-2 (en inglés).
- Con Jairo Sandoval Franky Colombia En La Guerra De Corea: La Historia Secreta.(2001). Editorial Planeta, ISBN 958-42-0178-6.
- Con Cuerpo de Generales y Almirantes en Retiro de las Fuerzas Militares. Esquilando Al Lobo: La Dimensión Desconocida Del Conflicto Colombiano, (2002). ISBN 958-33-3509-6.
- Mis adversarios guerrilleros. (2009). Planeta. ISBN 978958422068-4.
- Los presidentes que yo conocí. (2013).Grupo Planeta. ISBN 9584233823
- Diario de Corea, 16 de junio de 1951. (2021) Planeta. ISBN 9789584294548